# Тоскана
Тоскана (на италиански: Toscana) е административен регион на Италия. Тоскана е един от най-важните италиански региони заради своето историческо, художествено, икономическо и културно наследство.
Намира се в Централна Италия и граничи на северозапад с Лигурия, на север с Емилия-Романя, на изток с Марке и Умбрия и на юг с Лацио. Има брегова ивица на Лигурско море – от Карара до Пьомбино и на Тиренско море – от Пьомбино до границата с Лацио.
Регионалната столица е Флоренция, която е най-големият град и най-важен исторически, художествен и икономическо-административен център; другите градове са: Арецо, Гросето, Ливорно, Лука, Маса, Карара, Пиза, Пистоя, Прато и Сиена.
До 1859 г. е независима държава. След това става част от Сардинското кралство, после от кралство Италия и днес – от република Италия.
Регионалният празник е 30 ноември.

## География
По-голямата част от тосканската територия е хълмиста (66,5%), останалата част е заета от равнини (8,4%) и планински масиви (25,1%).
- Планини: Прадо 2054 m, Джово 1991 m, Рондинайо 1964 m, Пизанино 1946 m, Алпе Тре Потенце 1940 m
  - Вулкани: Амиата 1738 m, Кастелло 445 m (остров Капрая)
- Реки: Арно 241 km, Омброне 161 km, Серкио 111 km, Чечина 73 km.
- Езера: Езеро Биланчино 5 km², Езеро на Киузи 3,9 km², Езеро на Сан Кашано 2 km², Езеро на Монтепулчано 1,9 km²
  - Лагуни: Лагуна Орбетело 26,2 km², Блато Диача Ботрона 12,78 km², Езеро Масачуколи 6,9 km², Езеро Бурано 1,4 km²
  - Блата: Блато на Фучекио 18 km²
- Брегова ивица: 633 km (397 km континентална и 230 km островна)
  - Морета: Лигурско море, Тиренско море
- Острови: Елба 223,5 km², Джильо 21,2 km², Капрая 19,3 km², Монтекристо 10,4 km², Пианоза 10,3 km²

### Планини
Апенинските планини обкръжават Тоскана от север и изток, но по-голямата част от територията ѝ са хълмове. Други главни планини са:
- Апуанските планини – на северозапад
- Пизанската планина – между Пиза и Лука
- Пистойската планина – на север от Пистоя
- Планините Калвана – на север от Прато
- Планините Кианти – между провинциите Сиена и Арецо
- Пратоманьо – на север
- Металородните хълмове – на югозапад
- Планината Амиата – на югоизток.

### Равнини и долини
Покрай брега са разположени следните равнини:
- Версилия
- Крайбрежната част на Долно Валдарно
- Пизанската равнина
- Марема – най-широката крайбрежна равнина

Във вътрешността на региона се намират:
- Валдарно – най-голямата равнина, която се простира от Флоренция до Пиза покрай река Арно.
- Пистойската долина
- равнината Лука (или Лукезия)
- Валдиниеволе
- Валдера
- Валделса
- Валдикиана
- Долината Чечина.

### Брегове и острови
Тоскана, която граничи с Лигурско море на северозапад и с Тиренско море на югозапад, има различни видове брегове. По-голямата част са ниски и песъчливи, с изключение на няколко възвишения на юг (южно от Ливорно, Таламоне и Арджентарио).
Тосканският архипелаг се състои от седем големи и няколко малки острова и много на брой малки скали. Главният остров е Елба, който е заобиколен от Лигурско море на север, Корсиканския пролив на запад, Тиренско море на юг и пролива на Пиомбино на изток. Бреговете на острова са осеяни с малки плажове. На север от Елба, между Корсиканския пролив и Лигурско море, се намират островите Капрая и Горгона, които имат силно насечена брегова ивица. На юг от Елба се намират островите Пианоза, изцяло равнинни и с песъчливи брегове, Монтекристо – с високи и насечени брегове, Джильо с високи брегове, освен няколкото малки плажа, и Джанутри – с много скали.

### Административно деление
Регионът се разделя на 10 провинции и 287 общини.
| Провинция                                                                                      | Площ (km²)                                                          | Население (души)                                                                                    | Гъстота (души/km²)                                          | Общини (№)                                       |
| - Арецо - Гросето - Ливорно - Лука - Маса и Карара - Пиза - Пистоя - Прато - Сиена - Флоренция | - 3235 - 4504 - 1211 - 1773 - 1156 - 2444 - 965 - 365 - 3821 - 3514 | - 342 367 - 223 427 - 339 340 - 387 058 - 202 435 - 405 883 - 287 415 - 245 742 - 266 291 - 977 088 | - 106 - 50 - 280 - 218 - 173,7 - 166 - 298 - 673 - 70 - 278 | - 39 - 28 - 20 - 35 - 17 - 39 - 22 - 7 - 36 - 44 |
| - Общо                                                                                         | - 22 980                                                            | - 3 677 048                                                                                         | - 160                                                       | - 287                                            |

## История
Първите сигурни следи за човешко присъствие са от 2 хилядолетие пр.н.е. От тази епоха има няколко селища, открити на различни места в региона. Между X и VIII век пр.н.е., се развива културата Виланова.
През VIII век пр.н.е. на територията на Централна Италия се появяват първите следи на загадъчен неиндоевропейски народ: етруските. От тях е останало името на територията, наречена Етрурия. Най-големият разцвет на цивилизацията им е около VI век пр.н.е., когато владенията им се разпростират от река По до Кампания: те пресушават блата, строят пътища, улици и градове като Арецо, Киузи, Волтера, Популония, Ветулония и Розеле. Етруските са цивилизован народ – жените имат същите права като мъжете.
През III век пр.н.е. етруските са победени от римляните и след периода на икономическо развитие целият регион губи важността си. Римляните създават нови градове, като Фиезоле, Флоренция и Коза, някои от които и днес са модерни градове, а други са добре запазени археологически места.
След падението на Римската империя регионът е завоюван последователно от остготи, византийци и лангобарди (569), които създават херцогство със столица Лука (Херцогство Тусция). След като Карл Велики побеждава лангобардите, херцогството става графство и после маркграфство на Лука (Маркграфство Тусция). През IX век семейството Атони, чиито представители вече владеят Модена, Реджо Емилия и Мантуа, стават маркизи на Тусция. През този период започва да се развива строителството на замъци и феодализмът.
През XI век Пиза става най-могъщият и важен град на Тоскана, разширявайки владенията си по целия тоскански бряг, над тосканския архипелаг и над Сардиния и Корсика. На юг се намира владението на семейството Алдобрандески, от лангобардски произход, което управлява територията, намираща се днес в провинциите Сиена и Гросето, докато град Сиена не става независим.
През XIII век започва времето на свободните комуни и Лука е първата комуна в Италия. Възникват първите форми на демокрация и първите сдружения на работници, и Тоскана става пример за културна, обществена и стопанска автономия. Сред тосканските градове бързо се налага Комуна Флоренция поради културни и икономически причини.
Благодарение на своите многоброийни литератори и артисти между XIV век и XV век, Тоскана, и преди всичко Флоренция, става един от най-важните центрове на италианския Ренесанс. Регионът е политически независим от XII век, а после се разделя на малки държави, сред които най-важните са Флорентинската република и Сиенската република. Силното развитие на търговията предизвиква възникването на първите банки (във Флоренция и Сиена). От XIV век Флорентинската република започва да обединява тосканските земи, завоювайки близките територии, освен град Сиена. През XV век семейство Медичи – банкери, стават господари на Флоренция. Започвайки от Лоренцо Великолепни, те укрепват властта си, докато Козимо I де Медичи не става херцог на Тоскана и после, през 1569 г. – векик херцог на Тоскана. След падането на Сиенската република през 1555 г. цяла Тоскана, с изключение на Лука, която е независима република, и Пьомбино, което е малко независимо княжество, е под флорентиско владение.
Медичите управляват Тоскана до 1737 г., когато последният велик херцог, Джан Гастоне де Медичи, умира без наследници и ерцхерцогството преминава във владение на Хабсбург-Лотарингите (на Франц Стефан Лотарингски, съпруг на Мария Терезия, императрица на Австрия). Той никога не стъпва в Тоскана или във Флоренция и възлага администрацията на сина си Петър Леополд II. Най-важният закон на Леополд е премахването на смъртното наказание на 30 ноември 1786 г., за пръв път в света (днес това е денят на празника на региона). След краткото владение на Наполеон Лотарингите се завръщат в Тоскана. Управлението им е просветено време, защото те преобразуват юридическия правилник, строят първите железопътни линии, създават кадастър и пресушават блатото в Марема. Последният велик херцог е внукът на Леополд, Леополд II, който управлява до присъединяването на Тоскана към Кралство Италия.
Територията на бившoто Велико херцогство Тоскана е присъединена без сражения и след всенародно гласуване на 15 март 1860 г. През 1865 г. Флоренция става столица на Кралство Италия в очакване на завоюването на Рим.

## Икономика

### Икономически данни
Това е таблица с регионалния брутен вътрешен продукт и БВП на човек за Тоскана от 2000 до 2006 г.:
|                                        | 2000     | 2001     | 2002     | 2003     | 2004     | 2005     | 2006     |
| -------------------------------------- | -------- | -------- | -------- | -------- | -------- | -------- | -------- |
| Брутен вътрешен продукт (милиона евро) | 79 513,8 | 84 087,4 | 87 294   | 90 476,1 | 93 771,5 | 95 682,8 | 99 114,5 |
| БВП на човек (евро)                    | 22 763,1 | 24 052,5 | 24 893,5 | 25 549,6 | 26 177,1 | 26 511,5 | 27 311,8 |

Това е таблица с БВП на Тоскана през 2006 г., разделен според главните икономически дейности:
| Икономически дейности                                 | БВП (милиона евро) | % от регионалния БВП | % от италианския БВП |
| Земеделие и риболов                                   | 1681               | 1,70%%               | 1,84%                |
| Промишленост                                          | 18 360,5           | 18,52%               | 18,30%               |
| Строителство                                          | 4972,3             | 5,02%                | 5,41%                |
| Търговия, туризъм, транспорт и комуникация            | 21 632,5           | 21,83%               | 20,54%               |
| Финансово посредничество, дейности за недвижими имоти | 24 460             | 24,68%               | 24,17%               |
| Други служби                                          | 17 041,4           | 17,19%               | 18,97%               |
| ДДС и косвени данъци                                  | 10 966,8           | 11,06%               | 10,76%               |
| Общ БВП на Тоскана                                    | 99 114,5           |                      |                      |

Регионалните данни, разделени в зависимост от дейностите, са подобни на данните на цяла Италия. Тосканската икономика се основава на сектора на услугите, преди всичко на туризма. В Тоскана се намират и много промишлени райони, които поддържат местното стопанство. Земеделието и животновъдството са много важни заради първокачествените си продукти.

### Земеделие и животновъдство
Тоскана е първият регион в Европа, одобрил закон срещу обработването и производството на ГМО (6 април 2000).

#### Земеделие
В планините земеделието е по-ограничено, преди всичко до брането на гъби, кестени и трюфели. По хълмовете има предимно маслинени горички и лозя. Зехтинът е един от най-важните продукти на региона, както и вината от лозя от райони като Кианти, Монталчино, Монтепулчано и Сан Джиминяно са много известни в целия свят.
На хълмовете и в равнините се отглеждат цветя (в Пистоя и провинцията ѝ) и зърнени храни, слънчогледи, царевица, цвекло и шарфан (провинциите на Сиена, Гросето и Флоренция).

#### Животновъдство
В животновъдството се отглеждат местни породи, които дават качествено месо. Отглеждат се телета, свине, овце и коне.

### Промишлени райони
В Тоскана се намират много промишлени райони, които произвеждат различни видове продукти.
Главните са:
| - Арецо: злато - Казентино и Валтиберина: храни - Карара: мрамор (изваден от Апуанските планини) - Коле ди Вал д'Елса: смесено, стъкло и кристал - Гросето: манифактура и храни - Емполи и Кастелфиорентино: манифактура - Ливорно: химия, петролни продукти и кораби | - Лука и Капанори: хартия - Виареджо: кораби и цветя - Орбетело: храни (рибна промишленост) - Пьомбино и Фолоника: черна металургия - Пистоя и Пеша: цветя - Поджибонси: смесено - Понтедера: механика | - Прато: текстил - Розиняно Маритимо: химия - Санта Кроче сул'Арно: кожа - Скарлино: химия - Синалунга и Валдикиана: манифактура - Горно Валдарно: смесено |

### Търговия и службени дейности
Търговията и секторът на услугите са важна основа за тосканската икономика, защото дават работни места за 2/3 от населението.
Освен традиционната тосканска търговия (основана на малките и средни семейни предприятия и на местните пазари), от голямо значение са туризмът и секторът на услугите, както и банковите услуги и осигурителните институти.

#### Туризъм
Туризмът е един от главните икономически отрасли на Тоскана. Повечето от 40% от туристите идват в морските курорти като Виареджо и Версилия; един пример е Марема, която през лятото удесеторява броя на населението си. Друга част от туристите посещава центровете на културата – Флоренция приема повече от 7 млн. души на година. През последните години се развиват селският, спа- (заради термалните извори в (Кианчано Терме, Монтекатини Терме и Сатурния)) и зимният туризъм (Абетоне и Амиата планина).

### Провинциално разпределение на дохода
В Тоскана БВП на човек е между 26 000 и 27 000 евро.
Това е брутният вътрешен продукт за всяка провинция (хиляди евро):
| Провинция                                                                                      | БВП на човек                                                                              |
| - Флоренция - Ливорно - Пиза - Прато - Сиена - Арецо - Лука - Пистоя - Гросето - Маса и Карара | - 33 753 - 28 236 - 27 967 - 27 553 - 26 706 - 26 027 - 25 277 - 24 524 - 23 753 - 22 760 |